# Kirn
Kirn è una città di 8 209 abitanti della Renania-Palatinato, in Germania.
Appartiene al circondario (Landkreis) di Bad Kreuznach (targa KH).
Pur non appartenendo ad alcuna comunità amministrativa (Verbandsgemeinde), ospita la sede della comunità Kirn-Land.

## Geografia fisica
Il territorio comunale è bagnato dalle acque del fiume Nahe, affluente diretto del Reno.